# Centro Ecumênico de Documentação e Informações
El Centro Ecumênico de Documentação e Informação (CEDI) va ser una entitat que proporcionava serveis d'assessorament, documentació i publicació a diversos segments del moviment social implicats en el procés de transformació sociopolítica per a la creació d'una societat justa, fraterna i igualitària.

## Història
Entre el 1964 i el 1965 fou creat el Centro Evangélico de Informação (CEI) per persones vinculades a la Confederació Evangèlica del Brasil, retirades de les seves esglésies després del cop d'Estat de 1964 al Brasil. El 1968, a causa de la integració dels catòlics, l'entitat va passar a anomenar-se "Centro Ecumênico de Informação" i, el 1974, va passar a denominar-se Centro Ecumênico de Documentação e Informação CEDI. La seva seu inicial era a Rio de Janeiro, després de la qual es va crear una subseu central a São Paulo.
A partir de 1965 va publicar el Boletim CEI, que publicava notícies amb una postura crítica en relació amb la situació política brasilera i la responsabilitat social de les esglésies, revelant un ecumenisme compromès amb la justícia social.
Les notícies i articles tractaven sobre:
- les innombrables injustícies contra ocupadors, indis, migrants i molts altres actors socials;
- l'arbitrarietat practicada pels cossos de "seguretat";
- reforma agrària;
- teologia;
- ecumenisme;
- drets laborals de vaguistes;
- drets humans, etc.

El periòdic va ser idealitzat per un petit grup protestant de quinze persones que pretenia, entre altres coses, "sensibilitzar" les esglésies brasileres per a la necessitat d'adoptar un "cristianisme ecumènic", més implicat en els problemes socials del seu temps, sobretot, amb el tema de "l'opressió dels pobres". Aquesta modalitat del cristianisme es va definir com un "cristianisme encarnat". La nota del personal del CEI sobre el perfil de la seva publicació, publicada al número 100 del seu "Butlletí", del març de 1975, deia:
| « | sempre al costat de la llibertat, el tema que mou i motiva el món actual. L'ecumenisme que ens envolta no és litúrgic, festiu, una setmana de pregàries, sinó una nova concepció teològica dels problemes del món. Estem al costat de l'home que pateix, al costat de la justícia per als pobres, per als oprimits. Creiem que el cristianisme ha d’estar unit i identificat en aquesta teologia de l'alliberament. [...] som l’ESGLÉSIA buscant, com Ell, el Senyor, l'encarnació de la Justícia i la Llibertat. I Déu ens ha ajudat! Seguim doncs. | » |

El 1977 i el 1978 es van publicar dos suplements sobre educació popular. Després es va començar a publicar els "Cadernos CEDI" dirigits a agents d'educació pastoral i popular. A partir de 1979, el Butlletí del CEI es va convertir en la revista Tempo e Presença, que tenia Jether Ramalho com a editor.
Va mantenir una forta articulació amb altres organitzacions brasileres, llatinoamericanes i mundials, incloses:
- l'Instituto Superior de Estudos da Religião (ISER), a Rio de Janeiro;
- la Coordenadoria de Ecumênica de Serviço (CESE), a Salvador;
- el Centro de Estudos Bíblicos (CEBI), a Rio Grande do Sul;
- el Centro Ecumênico de Serviços à Evangelização e Educação Popular (CESEEP), a São Paulo; i
- Movimento Igreja e Sociedade na América Latina (ISAL), finançat pel Consell Mundial d'Esglésies.

D'aquesta manera, va aconseguir difondre, en diversos països, els principis de l'educació popular i la pedagogia de Paulo Freire.
El 1994, el CEDI es va escindir en quatre institucions més:
- Ação Educativa;[2]
- Instituto Socioambiental (ISA);[3]
- Núcleo de Estudos e Trabalho e Sociedade (NETS); i
- Koinonia.[4]

D’aquestes quatre institucions, només NETS va tenir una breu vida.